# Master and Commander: The Far Side of the World
Master and Commander: The Far Side of the World és una pel·lícula estatunidenca dirigida per Peter Weir, estrenada el 2003.

## Argument
1805, durant les guerres napoleòniques, la HMS Surprise, comandada pel capità Jack Aubrey (Russell Crowe) es llença a la persecució de la nau francesa Acheron a través de l'oceà Pacífic (enfrontant-se sobretot amb el cap d'Hornos).
Creuen d'altra banda per les illes Galápagos, la fauna i la flora de les quals interessaran molt el cirurgià Stephen Maturin, naturalista apassionat i precursor de Charles Darwin. Però els esdeveniments canviaran els plans del capità.

## Comparació entre la pel·lícula i els llibres
La pel·lícula combina elements trets de diferents novel·les de Patrick O'Brian.
La nau francesa Acheron (que és una ficció) reemplaça la fragata americana USS Norfolk de la novel·la homònima.

## Repartiment
- Russell Crowe: Capità Jack Aubrey
- Paul Bettany: Dr. Stephen Maturin
- James D'Arcy: 1r tinent Tom Pullings
- Edward Woodall: 2n tinent William Mowett
- Chris Larkin: Capità Howard
- Max Pirkis: Blakeney
- Jack Randall: Boyle
- Max Benitz: Calamy
- Lee Ingleby: Hollom
- Richard Pates: Williamson
- Robert Pugh: Mr. Allen
- Richard McCabe: Mr. Higgins
- Ian Mercer: Mr. Hollar
- Tony Dolan: Mr. Lamb, el fuster
- David Threlfall: Killick
- Billy Boyd: Barrett Bonden
- Bryan Dick: Joseph Nagle
- Joseph Morgan: William Warley
- George Innes: Joe Plaice
- William Mannering: Faster Doudle
- Patrick Gallagher: Awkward Davies
- Alex Palmer: Nehemiah Slade
- Mark Lewis Jones: Mr. Hogg
- John DeSantis: Padeen
- Ousmane Thiam: Black Bill
- Thierry Segall: el capità francès

## Premis i nominacions
Tots durant l'any 2004:

### Premis
- Oscar a la millor fotografia per Russell Boyd
- Oscar a la millor edició de so per Richard King

### Nominacions
- Oscar al millor director per Peter Weir
- Oscar a la millor pel·lícula per Samuel Goldwyn Jr., Peter Weir i Duncan Henderson
- Oscar al millor muntatge per Lee Smith
- Oscar al millor so per Paul Massey, Doug Hemphill i Art Rochester
- Oscar al millor maquillatge per Edouard F. Henriques i Yolanda Toussieng
- Oscar als millors efectes visuals per Dan Sudick, Stefen Fangmeier, Nathan McGuinness i Robert Stromberg
- Oscar al millor vestuari per Wendy Stites
- Oscar a la millor direcció artística per William Sandell i Robert Gould